# Torneio Fundadores
Il Torneio Fundadores è la coppa nazionale portoghese di football americano, giocata dal 2018. L'organizzatore della coppa è la Federação Portuguesa de Futebol Americano (FPFA).

## Finali
| Data               | Luogo                            | Stagione | Vincitore         | Punteggio | Finalista         |
| ------------------ | -------------------------------- | -------- | ----------------- | --------- | ----------------- |
| 2018 (23 dicembre) | Braga                            | I        | Lisboa Devils     | 23-14     | Cascais Crusaders |
| 2019 (14 dicembre) | Atlético Clube Alfenense, Alfena | II       | Cascais Crusaders | 33-0      | Porto Mutts       |
| 2021 (11 dicembre) |                                  | III      | Cascais Crusaders | 24-9      | Lisboa Devils     |

### Squadre per numero di coppe vinte
|   | Squadra           | Anni       |
| - | ----------------- | ---------- |
| 2 | Cascais Crusaders | 2019, 2021 |
| 1 | Lisboa Devils     | 2018       |